# Стереотип фізичної привабливості
Стереотип фізичної привабливості — презумпція, яка стверджує що зовні привабливі люди обов'язково мають соціально бажані риси.
Дослідженням стереотипу фізичної привабливості займалися Вікі Хаустон і Рей Булл (Vicki Houston, Ray Bull) в 1994 році: за допомогою гримера, обличчя асистентки було спотворене рубцями, синцями і родимими плямами. В ході експерименту з'ясувалося, що у приміських потягах пасажири обох статей уникали сідати поруч з дівчиною, яка мала такий грим.
Більше того, маленькі діти так само прагнуть до привабливіших однолітків. Якщо судити за часом, впродовж якого триває взаємне розглядання, навіть грудні діти віддають перевагу привабливим обличчям.
Дорослі проявляють схожу схильність, коли судять про дітей. Маргарет Кліффорд і Елайн Хатфільд давали учителям штату Міссурі ідентичну інформацію про хлопчика і дівчинку, але з фотографіями привабливої і непривабливої дитини. Учителі сприймали привабливу дитину як розумнішу, і таку, що матиме більші успіхи у навчанні. Карен Діон стверджує у своїй роботі, що жінки виявляють менше доброти і участі до непривабливої, із їхньої точки зору, дитини.
У зв'язку зі стереотипом фізичної привабливості великий розвиток отримала пластична хірургія, а услід за нею і психосоматика, у рамках психології тілесності — вивчення того, як образ тіла і його зміна впливають на самосприйняття людини.